# Jonas Kazlauskas
Pour les articles homonymes, voir Kazlauskas.
Jonas Kazlauskas est un entraîneur lituanien de basket-ball, né le 22 novembre 1954 à Panevėžys.

## Biographie
Entraîneur au Žalgiris Kaunas de 1994 à 2000, puis au Lietuvos Rytas de 2000 à 2004, il a remporté quatre titres de champion de la ligue lituanienne (LKL), avant de rejoindre le club grec d'Olympiakos Le Pirée de à partir de 2004. Avec Kaunas, il a remporté la coupe Saporta, avant de remporter l'Euroligue l'année suivante.
C'est également un entraîneur respecté avec les équipes nationales. Après avoir managé l'équipe des juniors (1995-1996), il devient entraîneur-adjoint de l'équipe seniors en 1996, dont il devient l'entraîneur titulaire l'année suivante (1997) jusqu'en 2001. Aux JO de 2000, son équipe inquiète les États-Unis en demi-finale avant de remporter la médaille de bronze. Il reprend du service en 2004 comme adjoint de Del Harris pour l'équipe nationale de Chine, dont il devient l'entraîneur principal l'année suivante. En 2006, il amène l'équipe chinoise en huitièmes de finale. Sa mission est d'amener les Chinois sur le podium des Jeux olympiques de Pékin.
Il entraîne le CSKA Moscou entre 2011 et 2012.